# Guy Delage
Guy Delage (Bézu-Saint-Germain, 8 novembre 1952) è un ingegnere e nuotatore francese, noto per le sue imprese in mare.
Una delle più famose è la traversata a nuoto dell'Oceano Atlantico, compiuta per la prima volta al mondo, partendo il 16 dicembre 1994 da Capo Verde e percorrendo 3.735 chilometri fino all'isola Barbados in America. Delage arrivò il 9 febbraio 1995, nuotando da 6 a 8 ore al giorno per 55 giorni.